# 髙城俊人
髙城 俊人（たかじょう しゅうと、1993年5月3日 - ）は、福岡県福岡市東区出身の元プロ野球選手（捕手）。右投右打。

## 経歴

### プロ入り前
小学2年時から土井ジャガーズに所属すると、小学6年時には、福岡ソフトバンクホークスジュニアの正捕手として第1回NPB12球団ジュニアトーナメントに出場した。福岡市立多々良中央中学校時代には、粕屋フェニックス粕屋ボーイズで主将を務めていた。中学3年時には、ボーイズリーグ日本代表の「4番・捕手」として世界大会優勝を経験している。
九州国際大付属高校への進学後は、1年夏の選手権福岡大会から、控え捕手としてベンチ入り。チームは福岡大会の優勝を経て全国大会に出場するが、自身の出場機会はなかった。1年秋から正捕手に定着。2年秋には、「4番・主将」としてチームの福岡県大会優勝に貢献すると、九州大会で14打数6安打を記録した。九州大会準優勝を経て臨んだ3年春の第83回選抜高等学校野球大会では、前橋育英高校との初戦で大会第1号本塁打を放ったことを皮切りに、東海大相模高校との決勝に1-6で敗れるまで、大会通算で19打数12安打を記録。12安打のうち8安打で、8打数連続安打の大会史上最多タイ記録を達成した。全国選手権福岡大会では、三好匠とのバッテリーで2季連続の全国大会出場を決めたが、自身の通算打率は.261にとどまった。さらに、第93回全国選手権では、関西高校（岡山）との初戦で延長12回の末に2-3xでサヨナラ負けを喫した。しかし、春夏の全国大会では、通算で打率.591、1本塁打、5打点という成績を残した。

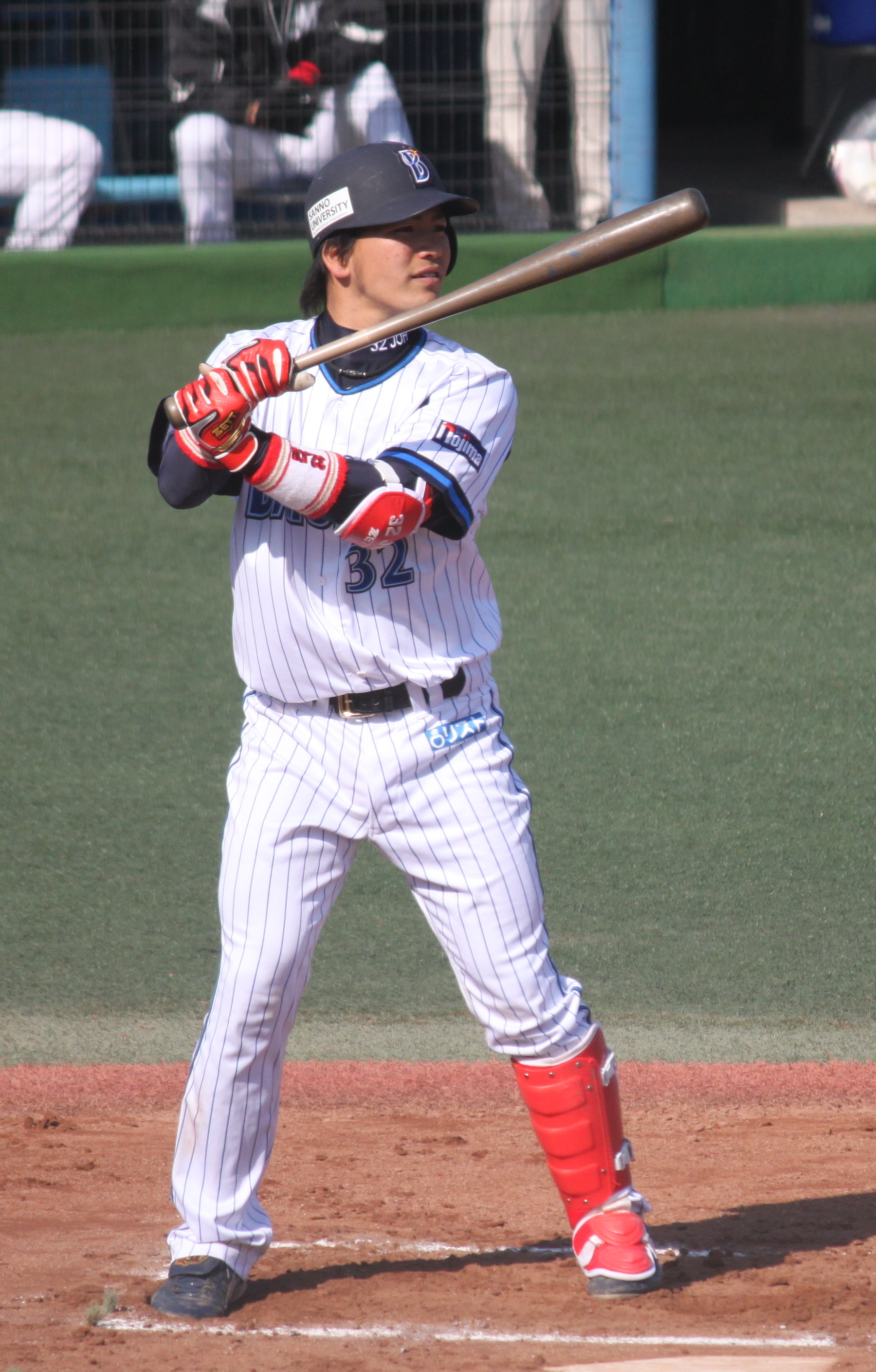
髙城の打撃フォーム（2012年4月1日、横須賀スタジアム）

2011年10月27日に行われたドラフト会議では、横浜DeNAベイスターズから2位指名を受け、契約金7000万円、年俸650万円（金額は推定）という条件で入団した。背番号は32。指名後の12月2日にベイスターズの経営権がTBSHDからDeNAへ譲渡されたため、横浜DeNAベイスターズの1期生にも当たる。

### 第一次DeNA時代
2012年は、他の新人選手と共にキャンプのスタートを二軍で迎えたものの、キャンプ中に新人で唯一一軍に昇格すると、対外試合で決勝打を放った。7月18日の東京ヤクルトスワローズ戦では、小林太志の女房役として球団の新人一番乗りで初出場・初スタメンを果たすと、マスクを被った1回から6回までを無失点に抑え、2011年5月以来となるチームの同一カード3連勝に貢献した。球団としては、高卒ルーキーのスタメンマスクは谷繁元信以来23年ぶりであった。後年、この試合について「一番の思い出。でも緊張し過ぎて覚えていない。とりあえず吐きそうでした」と語っている。打撃面では、122打席に立って打点は0、打率.170の成績を残した。
2013年は、一軍公式戦で初めて、開幕戦からスタメンで起用。4月21日の対中日ドラゴンズ戦（横浜スタジアム）では、プロ初のサヨナラヒットを放ち、チームの勝率5割復帰に貢献した。一軍公式戦全体では51試合に出場したものの、打率が.136と打撃が振るわず、シーズン中盤以降は打撃好調の鶴岡一成に正捕手の座を奪われた。7月26日に出場選手登録を抹消されたが、イースタン・リーグ公式戦では23試合の出場で打率.140の成績を残し、一軍へ復帰できないままシーズンを終えた。
2014年は、開幕を二軍で迎えたが、4月2日に捕手の嶺井博希と入れ替わりで一軍登録された。一軍の正捕手は黒羽根利規であったが、井納翔一が先発する際はバッテリーを組んだ。
2015年は、一軍公式戦で自己最多の64試合に出場。打率が初めて2割を超えたほか、5月5日の対ヤクルト戦（横浜）4回裏に、成瀬善久から一軍公式戦での初本塁打を放った。
2016年は、新任のアレックス・ラミレス一軍監督の方針で、ルーキーの戸柱恭孝を正捕手格に据えたことから、2番手捕手として前年3勝に終わった山口俊の先発登板試合を中心にスタメンマスクを任され、躍進の原動力となった。三浦大輔の引退試合であった9月29日の対ヤクルト戦（横浜）でも、三浦とのバッテリーでスタメンに起用。号泣しながら三浦をリードし、「三浦さんにはいろんなことを教わった。三浦さんの思い入れは誰よりも強い」と語っている。一軍公式戦全体では47試合の出場で、2年連続の本塁打はならず、打率も.163にとどまった。
2017年は、レギュラーシーズンの一軍公式戦では、ドラフト1巡目で入団した左腕投手・濵口遥大の先発登板試合にスタメンに起用。濵口が登板した22試合のうち、19試合でスタメンマスクを被った。濵口が故障で戦線を離れた7月には、髙城も出場選手登録を抹消されたが、8月に再び登録。濵口のレギュラーシーズン2桁勝利（10勝）達成に貢献した。ラミレスが一軍公式戦の開幕から戸柱・嶺井との併用による捕手3人制を取った関係で、自身の出場はプロ入り後自己最少の29試合にとどまったが、3本の三塁打や一軍公式戦での自己最高打率（.250）を記録。チームのレギュラーシーズン3位で迎えたポストシーズンも、濵口の先発登板試合にスタメン起用された。11月1日の日本シリーズ第4戦（横浜）では、一軍公式戦2年ぶりの本塁打を含む3安打3打点の活躍によって、チームの19年ぶりシリーズ勝利に貢献した。
2018年は、前年から主にバッテリーを組んでいた濵口が左肩痛で出遅れたこともあって、公式戦の開幕を二軍で迎えた。4月15日に一軍へ昇格すると、一軍公式戦28試合に出場。7月上旬までの通算打席数は75で、前年のシーズン通算打席数（61）を上回っていたが、打率は.136にとどまった。

### オリックス時代
2018年7月9日に赤間謙・伊藤光との交換トレードで、白崎浩之と共にオリックス・バファローズへ移籍することが発表された。背番号は自身と同じ捕手の伊藤が着用していた22。
移籍後はウエスタン・リーグ公式戦27試合の出場で打率.229、2本塁打、5打点を記録したが、一軍昇格の機会はなかった。
2019年は、5月11日の対東北楽天ゴールデンイーグルス戦（ほっともっとフィールド神戸）で、移籍後初めて一軍公式戦に出場。しかし、シーズン通算では5試合に出場しただけで、10月2日に球団から戦力外通告を受けた。

### 第二次DeNA時代
2019年11月13日にDeNAへ復帰することが発表された。復帰後の背番号は36（第一次DeNA時代に付けていた「32」は既に益子京右が着用していた）。トレードで他球団へ移籍した選手を移籍先からの自由契約直後に再び獲得することは、2017年の實松一成（北海道日本ハムファイターズから読売ジャイアンツを経て日本ハムへ復帰）以来で、NPBの球団間では極めて異例である。DeNA球団代表の三原一晃によれば「（移籍前には実力や人柄を含めて）チームへの影響が大きく（オリックスからの自由契約時点で）26歳と非常に若い髙城を獲得することが、チームの編成上最適である」との判断で異例の復帰に至ったという。
2020年は、移籍前と同じく濵口の先発する試合を中心にマスクを被り、全6勝に貢献。7月22日の対ヤクルト戦（横浜）の2回裏にガブリエル・イノーアから一軍公式戦では3年ぶり、レギュラーシーズンに限れば5年ぶりとなる本塁打を放つと翌週の同29日の読売ジャイアンツ戦でも本塁打を放ちシーズン2号ながらもキャリアハイを更新した。さらに、翌週の8月5日の試合でも本塁打を放ち、出場3試合連続本塁打となった。打撃とリードが評価され8月10日の試合で初めて濵口先発以外で先発出場したほか、リリーフ捕手としても起用される機会が増えた。12月3日、前年から50万円増の年俸1250万円で契約更改した。
2021年は、ベンチでの「盛り上げ隊長」として三浦監督に評価されていたが、先発マスクを被ったのは4月25日の阪神タイガース戦のみで、わずか7試合の出場に終わった。年俸は前年から50万円減の推定1200万円で更改した。
2022年は、8月14日に新型コロナウイルス陽性判定を受けた知野直人の特例2022代替指名選手としてシーズン初の一軍昇格を果たしたが、出場がないまま4日後の18日に自身も陽性判定を受けて出場選手登録を抹消された。その後療養を終え28日にチームに合流するも、一軍再昇格はなく、シーズンを通してはプロ入り後初の一軍出場なしに終わり、10月16日に球団から2度目の戦力外通告を受けた。12月7日に現役引退を決断し、「現役にこだわることも考えましたが、大好きなベイスターズで野球人生を終える。これで良かったと思います」とコメントした。

### 現役引退後
2023年よりDeNAの一軍チームサポートスタッフ（一軍用具担当補佐兼ブルペン捕手）に就任した。

## 選手としての特徴
手動計測ながら、高校時代には、遠投で115メートル、本塁から二塁への送球タイムで1.81秒を記録。打撃面では、対外試合で21本塁打を記録。打者としては中距離タイプだが、軸がぶれない力強いスイングで、右方向にも難なく打球を飛ばせるほどの柔軟性を持つ。
DeNAからオリックスへ移籍する前の一軍公式戦では、山口俊や濵口遥大とバッテリーを組む機会が多く、山口（2016年）や濵口（2017年）のシーズン2桁勝利達成にリード面で大きく貢献。DeNAへの復帰が決まった時には、復帰前から一軍監督を務めるアレックス・ラミレスが「濵口は髙城が（DeNAから）いなくなって浮上できていない。それほどまでに、2人がバッテリーを組んだ時のコンビネーションは最高」というコメントを寄せた。その濵口とは開幕4戦目となる6月23日の試合で先発出場し、結果的に8回1/3、133球を投じた。

## 人物
名前の「俊人」は「しゅうと」と読み、サッカーのシュートにちなむ。愛称は「JOH（ジョー）」。
オリックス移籍後の2018年シーズン終了後に催されたBCリーグ選抜チームとの練習試合で、DeNAでの同期生だった古村徹（出場時点は富山GRNサンダーバーズに所属）と対戦したが、空振り三振を喫した。ちなみに古村は、その直後にDeNAへ5シーズンぶりに復帰。2020年シーズンからは、髙城も復帰している。
明るくチームを盛り上げる人柄で、2019年オフにオリックスから戦力外通告を受けたあとに、古巣のDeNAが髙城の異例の獲得を決断したのは、この人柄が再評価されたものであるとスポーツニッポンは報じている。

## 詳細情報

### 年度別打撃成績
| 年 度      | 球 団      | 試 合 | 打 席 | 打 数 | 得 点 | 安 打 | 二 塁 打 | 三 塁 打 | 本 塁 打 | 塁 打 | 打 点 | 盗 塁 | 盗 塁 死 | 犠 打 | 犠 飛 | 四 球 | 敬 遠 | 死 球 | 三 振 | 併 殺 打 | 打 率 | 出 塁 率 | 長 打 率 | O P S |
| ---------- | ---------- | ----- | ----- | ----- | ----- | ----- | -------- | -------- | -------- | ----- | ----- | ----- | -------- | ----- | ----- | ----- | ----- | ----- | ----- | -------- | ----- | -------- | -------- | ----- |
| 2012       | DeNA       | 45    | 122   | 106   | 6     | 18    | 3        | 0        | 0        | 21    | 0     | 0     | 0        | 4     | 0     | 5     | 1     | 7     | 33    | 6        | .170  | .254     | .198     | .452  |
| 2013       | DeNA       | 51    | 124   | 110   | 6     | 15    | 4        | 0        | 0        | 19    | 4     | 0     | 0        | 7     | 0     | 6     | 0     | 1     | 42    | 2        | .136  | .188     | .173     | .361  |
| 2014       | DeNA       | 48    | 76    | 69    | 8     | 10    | 1        | 1        | 0        | 13    | 4     | 0     | 0        | 0     | 0     | 5     | 0     | 2     | 28    | 0        | .145  | .224     | .188     | .412  |
| 2015       | DeNA       | 64    | 148   | 129   | 9     | 26    | 7        | 0        | 1        | 36    | 9     | 0     | 0        | 7     | 0     | 8     | 0     | 4     | 32    | 6        | .202  | .270     | .279     | .549  |
| 2016       | DeNA       | 47    | 103   | 92    | 4     | 15    | 2        | 0        | 0        | 17    | 9     | 0     | 0        | 2     | 0     | 8     | 2     | 1     | 31    | 3        | .163  | .238     | .185     | .422  |
| 2017       | DeNA       | 29    | 61    | 56    | 11    | 14    | 0        | 3        | 0        | 20    | 4     | 0     | 1        | 2     | 0     | 3     | 0     | 0     | 15    | 1        | .250  | .288     | .357     | .645  |
| 2018       | DeNA       | 28    | 75    | 66    | 7     | 9     | 1        | 0        | 0        | 10    | 3     | 2     | 0        | 4     | 1     | 2     | 0     | 2     | 25    | 1        | .136  | .183     | .152     | .335  |
| 2019       | オリックス | 5     | 12    | 11    | 1     | 2     | 0        | 0        | 0        | 2     | 0     | 0     | 0        | 0     | 0     | 1     | 0     | 0     | 4     | 0        | .182  | .250     | .182     | .432  |
| 2020       | DeNA       | 23    | 46    | 42    | 4     | 8     | 0        | 0        | 3        | 17    | 5     | 0     | 0        | 1     | 0     | 2     | 0     | 1     | 22    | 1        | .190  | .244     | .405     | .649  |
| 2021       | DeNA       | 7     | 7     | 4     | 0     | 1     | 0        | 0        | 0        | 1     | 0     | 0     | 0        | 1     | 0     | 1     | 0     | 1     | 0     | 0        | .250  | .500     | .250     | .750  |
| 通算：10年 | 通算：10年 | 347   | 774   | 685   | 56    | 118   | 18       | 4        | 4        | 156   | 38    | 2     | 1        | 28    | 1     | 41    | 3     | 19    | 232   | 20       | .172  | .239     | .228     | .466  |

- 2021年度シーズン終了時

### 年度別守備成績
| 年 度     | 球 団      | 捕手  | 捕手  | 捕手  | 捕手  | 捕手  | 捕手     | 捕手  | 捕手     | 捕手     | 捕手     | 捕手     |
| 年 度     | 球 団      | 試 合 | 刺 殺 | 補 殺 | 失 策 | 併 殺 | 守 備 率 | 捕 逸 | 企 図 数 | 許 盗 塁 | 盗 塁 刺 | 阻 止 率 |
| --------- | ---------- | ----- | ----- | ----- | ----- | ----- | -------- | ----- | -------- | -------- | -------- | -------- |
| 2012      | DeNA       | 45    | 236   | 29    | 3     | 1     | .989     | 3     | 39       | 28       | 11       | .282     |
| 2013      | DeNA       | 50    | 244   | 26    | 2     | 6     | .993     | 1     | 40       | 29       | 11       | .275     |
| 2014      | DeNA       | 45    | 171   | 13    | 2     | 5     | .989     | 2     | 18       | 13       | 5        | .278     |
| 2015      | DeNA       | 62    | 310   | 25    | 4     | 4     | .988     | 2     | 34       | 27       | 7        | .206     |
| 2016      | DeNA       | 45    | 227   | 13    | 4     | 2     | .984     | 1     | 21       | 17       | 4        | .190     |
| 2017      | DeNA       | 26    | 165   | 9     | 2     | 0     | .989     | 0     | 10       | 9        | 1        | .100     |
| 2018      | DeNA       | 28    | 190   | 17    | 1     | 4     | .995     | 2     | 22       | 18       | 4        | .182     |
| 2019      | オリックス | 5     | 29    | 5     | 0     | 1     | 1.000    | 0     | 6        | 5        | 1        | .167     |
| 2020      | DeNA       | 21    | 107   | 7     | 0     | 0     | 1.000    | 1     | 7        | 6        | 1        | .143     |
| 2021      | DeNA       | 6     | 11    | 0     | 1     | 0     | .917     | 1     | 0        | 0        | 0        | ----     |
| 通算：8年 | 通算：8年  | 333   | 1690  | 144   | 19    | 23    | .990     | 13    | 197      | 152      | 45       | .228     |

- 2021年度シーズン終了時

### 記録
初記録
- 初出場・初先発出場：2012年7月18日、対東京ヤクルトスワローズ13回戦（横浜スタジアム）、8番・捕手で先発出場
- 初打席：同上、2回裏に石川雅規から二塁ゴロ併殺打
- 初安打：2012年8月17日、対中日ドラゴンズ14回戦（ナゴヤドーム）、2回表に小笠原孝から中前安打
- 初打点：2013年3月31日、対中日ドラゴンズ3回戦（ナゴヤドーム）、2回表に山内壮馬から左翼線適時二塁打
- 初本塁打：2015年5月5日、対東京ヤクルトスワローズ8回戦（横浜スタジアム）、4回裏に成瀬善久から左越2ラン
- 初盗塁：2018年6月14日、対千葉ロッテマリーンズ3回戦（ZOZOマリンスタジアム）、11回表に二盗（投手・田中靖洋 捕手・田村龍弘）

### 背番号
- 32（2012年 - 2018年途中）
  - 10（2014年） ※侍ジャパン
- 22（2018年途中 - 2019年）
- 36（2020年 - 2022年）
- 137 （2023年 - ）

### 登場曲
- 「Boom Boom」Natural Radio Station
- 「Lookin' In My Eyez」AK-69（2015年） ※第1打席
- 「BECAUSE YOU'RE MY SHAWTY」AK-69（2015年） ※第2打席
- 「IT'S OK」AK-69 feat.AI（2015年） ※第3打席
- 「Only God Can Judge Me」AK-69（2015年） ※第4打席
- 「野に咲く花のように」ダ・カーポ（2016年8月3日） ※第1打席[注 1]
- 「The Next Episode（feat. Snoop Dogg）」ドクター・ドレー（2021年） ※奇数打席
- 「In Da Club」50セント（2021年） ※奇数打席